# Rumpler C.I
Rumpler C.I je bilo dvosedežno izvidniško letalo iz časa prve svetovne vojne nemškega proizvajalca Rumpler. Letalo je prišlo v operativno rabo leta 1915, od naslednjega 1916 tega leta pa do konca vojne pa so ga uporabljali kot letalo za šolanje pilotov in posadk. Tako je bilo eno izmed najbolj uporabljanih letal velike vojne.

## Zgodovina

### Razvoj
Rumpler C.I je nastajal v prvem vojnem letu potem, ko so prve vojne izkušnje pokazale, da je potrebno zamenjati neoborožena letala B razreda z močnejšimi in oboroženimi letali, ki so jim v Nemčiji nadeli ime razred C. Tako so v začetku leta 1915 prišla v uporabo prva letala C proizvajalcev Albatros, LVG in Aviatik. Edmund Rumpler je v tem času sam na lastne stroške razvil svoje prvo tovrstno letalo in z njim presenetil vrh nemškega letalstva na demonstraciji 20. julija 1915. Prvi poleti novega letala so pokazali izvrstne rezultate. Rumplerjev C.I je bil dvosedežni dvokrilnik namenjen izvidništvu, letalne lastnosti pa so skoraj dosegale tiste, ki jih je imelo enosedežno lovsko letalo Fokker E. Predvsem se je izkazalo v hitrem dvigu, višino 2000 metrov je doseglo v 18 min, medtem, ko so bila pričakovanja za tovrstna letala, da dosežejo omenjeno višino v komaj 35 minutah. Nad pričakovanji je bila tudi največja hitrost, ki je znašala 153 km/h. Zaradi vseh izrednih lastnosti, C.I se je odlikoval tudi po manevrirnih sposobnostih in letalni zanesljivosti, so pri Rumplerju takoj prišli do naročil za novo letalo. Že pet dni po demonstraciji, 25. julija 1915 je nemški letalski inšpektorat (nemško: Idflieg) pri Rumplerju naročil prvih petdeset letal C.I. Kasneje so naročili jih še veliko več.
Leto dni kasneje so v vrhu letalstva prišli do odločitve, da je Rumpler C.I zaradi svoje zanesljivosti najprimernejši kandidat za novo šolsko letalo, ki so ga takrat potrebovali v velikem številu saj je vojna potreba nalagala nenehno šolanje novih letalcev. Pri Rumplerju so tako izdelali trenažno varianto z nekoliko šibkejšim  motorjem Benz Bz.III in tako verzijo poimenovali C.Is (s kot schulle).
Obstajala je tudi verzija C.Ia, ki je bila opremljena z Argusovim motorjem Argus As.III.

### Licenčni Rumplerji
Potreba po letalih Rumpler C.I je bila tako velika, da ji Rumpler ni mogel zadostiti. Zato so letalo po licenci izdelovali tudi drugi proizvajalci. To so bili Märkische Flugzeug-Werke, Hannoversche Waggonfabrik in Albert Rinne Flugzeug-Werke.

### Uporaba

#### Bojna uporaba
Letalo je prišlo na bojišče velike vojne konec leta 1915 in se izkazalo kot izredno primerno letalo za taktične ogledniške naloge. V prvih mesecih uporabe je bil C.I skorajda nedosegljiv za nasprotnika saj je letelo zelo hitro za svojo velikost. Edini način kako ga prestreči je bil v tem, da ga uloviš potem ko si predhodno preko postavljene zasede dosegel večjo višino in bil pripravljen nanj. To pa je bilo izredno težavno saj je zahtevalo izvajanje stalnih patrulj v večjih višinah pri velikih hitrostih. Šele spomladi leta 1916 so se pri nemškem nasprotniku pojavila letala, ki so bila Rumplerja sposobna ujeti. To sta bila francoski Nieuport 11 in britanski Airco DH 2. S pojavom teh dveh letal je prišel konec Rumplerjeve neranljivosti in pri Nemcih so se usmerili v razvoj novih letal, ki so bila opremljena z močnejšimi motorji. Kljub temu pa je bil C.I še vedno primeren za številne naloge in so ga iz operative umaknili šele v letu 1917, potem, ko je bilo na voljo dovolj novejših letal. Največje operativno število je dosegel v oktobru 1916, ko jih je bilo v uporabi okoli 230, kar je zneslo približno 15 odstotkov od vseh letal razreda C.
V prvem letu uporabe so se C.I nahajali predvsem na najzahtevnejši, zahodni fronti, kasneje pa so jih pričeli izvažati na oddaljenejša, manj zahtevna bojišča. Tako si jih lahko v letu 1917 in 1918 našel na bolj eksotičnih frontah, kot so bile Balkanska, Romunska in Palestinska fronta. Nekaj so jih Nemci prodali svojim zaveznikom Turkom.

#### Šolska uporaba
Tako je prišel konec operativne rabe letala Rumpler C.I, ki pa ni pomenila tudi konca njegove uporabe. Zaradi dobrih letalnih sposobnosti in velike zanesljivosti so ga začeli masovno uporabljati pri šolanju novih pilotov. Tako se je uporabnost tega letala močno podaljšala saj je v trenažnih enotah vztrajal vse do konca vojne. Po koncu vojne je posebna komisija, ki je bila pristojna za uničenje vseh nemških vojnih letal, naštela vsega skupaj 681 letal Rumpler C.I, največje število za katerokoli posamezno letalo. Vsa letala so uničili v letu 1920.

## Operaterji
- Nemško cesarstvo - Luftstreitkrafte
- Poljska: v Poljsko-ruski vojni
- Latvija: po vojni
- Otomansko cesarstvo

## Specifikacija: Rumpler C.I[4]
Karakteristike:
- Posadka: dva (pilot in opazovalec)
- Dolžina: 7,85 m
- Razpon kril, zgornje: 12,15 m
- Razpon kril, spodnje: 10,04 m
- Prazna teža: 793 kg
- Največja teža: 1.333 kg
- Motor: 1 × Mercedes D.III z močjo 160 KM (120 kW)

Zmogljivosti:
- Največja hitrost: 152 km/h
- Vzpon na 3000 m: 25 min

Oborožitev:
- 1 × trdno vgrajena strojnica spredaj - LMG 08/15 kalibra 7,92 mm
- 1 × premična strojnica zadaj - Parabellum MG14 kalibra 7,92 mm
- 10 × 10 kg bomb po potrebi